# Kürassier-Regiment „Herzog Friedrich Eugen von Württemberg“ (Westpreußisches) Nr. 5
Das Kürassier-Regiment „Herzog Friedrich Eugen von Württemberg“ (Westpreußisches) Nr. 5 war ein Kavallerieverband der Preußischen Armee.

## Aufstellung
Am 19. April 1717 ordnete König Friedrich Wilhelm I. die Bildung eines Dragonerregiments „von Wuthenow“ an (altpreußisch D VI), wozu die im Tausch gegen Chinavasen entlassenen deutschen Truppen des Königs August II. von Polen, Kurfürst von Sachsen herangezogen wurden („Porzellandragoner“). Im Jahre 1727 teilte man den Verband in das Dragonerregiment „von Cossel“ (D VI) und das Dragonerregiment „von Dockum“ (D VII). Dieses wurde am 7. Oktober 1808 in Dragoner-Regiment Nr. 4, (2. Westpreußisches Dragoner-Regiment) umbenannt. Dieser Verband erhielt durch A.K.O. vom 3. November 1817 die neue Bezeichnung 4. Dragoner-Regiment (Ostpreußisches). Ab dem 4. Juli 1860 wurde es zum 2. Westpreußischen Kürassier-Regiment Nr. 5 und erhielt mit A.K.O. vom 27. Januar 1889 seinen endgültigen Namen Kürassier-Regiment „Herzog Friedrich Eugen von Württemberg“ (Westpreußisches) Nr. 5. Bis zum Dezember 1808 lag das Regiment in Insterburg in Garnison, später in Danzig.

## Verbandszugehörigkeit

### Friedensgliederung 1914
XX. Armee-Korps in Allenstein – Kommandierender General: General der Artillerie Friedrich von Scholtz
41. Division in Deutsch-Eylau – Kommandeur: Generalleutnant Hermann von Stein
41. Kavallerie-Brigade in Deutsch-Eylau – Kommandeur: Oberst von Hofmann (mit der Führung beauftragt)
- Garnisonen: Riesenburg, Saalfeld, Christburg und Osterode

## Feldzüge und Gefechte
- Erster Schlesischer Krieg
- Zweiter Schlesischer Krieg

### Siebenjähriger Krieg
- Schlacht bei Hohenfriedberg, bei Zorndorf und Kunersdorf

### Koalitionskriege
- 1807 Schlacht bei Preußisch Eylau gegen die Truppen Napoleons I.
- 1812 gehörte das Regiment zu den Hilfstruppen der Grande Armée und machte den Feldzug Napoleons nach Russland mit. Nach der Konvention von Tauroggen schied das Regiment im Verband des Yorck’schen Korps aus und kämpfte von da an auf der Gegenseite.
- In den Befreiungskriegen von 1813/15 gehörte das Regiment in der Völkerschlacht bei Leipzig zur Reservekavallerie und hatte keine Feindberührung. Bei der anschließenden Verfolgung der französischen Truppen marschierte die Einheit durch Holland bis nach Nordfrankreich und kehrte zu Beginn des Jahres 1815 in seine Garnisonen zurück. Erneut mobilisiert wurde das Regiment nach der Rückkehr Napoleons von Elba, nahm jedoch an keinen Kampfhandlungen teil.

### Deutsche Revolution
- Zur Bekämpfung von Aufständischen rückte das Regiment 1848 nach Süd-Ostpreußen und nach Westpreußen aus.

### Deutscher Krieg
Das Regiment marschierte in Böhmen ein und nahm an der Schlacht bei Königgrätz teil.

### Deutsch-Französischer Krieg
Im Verband der 41. Kavallerie-Brigade kämpften die Kürassiere bei Wörth, bei Sedan und vom 10. bis 12. Januar 1871 bei Le Mans. Nach dem Waffenstillstand verblieb die Einheit zunächst noch bei den Besatzungstruppen und kehrte Mitte Juni 1871 in seine Standorte zurück.

### Erster Weltkrieg
Nach der Mobilmachung rückte das Regiment im Verband der 1. Kavallerie-Division nach Osten aus, wo es zunächst bei Grenzgefechten eingesetzt wurde, um dann an den Schlachten bei Gumbinnen und bei Tannenberg gegen die Armeen Rennenkampffs eingesetzt zu werden. Nach der Winterschlacht in Masuren im Februar 1915 verwendete man das Regiment kavalleristisch in Russisch-Polen. Danach folgte bis Sommer 1916 der Einsatz an der Ostseeküste in Litauen und Kurland, wo es den Küstenschutz versah. Anschließend folgte die Versetzung zur 7. Kavallerie-Division, mit der es ab Ende 1916 bis Januar 1917 am Feldzug gegen Rumänien teilnahm. Danach verlegte das Regiment von Siebenbürgen nach Belgien, wo es die Pferde abgab und von da an infanteristisch eingesetzt wurde. Es folgten ab 1918 Stellungskämpfe in Lothringen, Kämpfe vor der Siegfriedstellung und Ende September 1918 die Abwehrschlacht zwischen Cambrai und St. Quentin.

### Verbleib
Nach dem Waffenstillstand von Compiègne marschierte das Regiment vom 12. bis 24. November 1918 in seine Garnisonen zurück und wurde anschließend in Riesenburg aufgelöst.
Die Tradition übernahm in der Reichswehr die 1. Eskadron des 2. (Preußisches) Reiter-Regiments in Allenstein.

## Regimentschef
- 1717 Generalmajor Heinrich Jordan von Wuthenau
- 1727 Generalmajor Martin Arend von Dockum
- 1732 Generalmajor Friedrich Heinrich Eugen von Anhalt-Dessau
- 1737 Generalmajor Christoph Friedrich von Thümen
- 1741 Generalmajor Ernst Ferdinand von Werdeck
- 1742 Generalleutnant Friedrich Alexander von Roëll
- 1744 Generalmajor Friedrich von Stosch
- 1751 Generalmajor Adolf Friedrich von Langermann
- 1757 General der Kavallerie Dubislaw von Platen
- 1787 Generalmajor Karl Wilhelm von Brausen
- 1790 Generalleutnant Georg Friedrich Christoph von Bardeleben
- 1801 Generalleutnant Karl Gottfried Ferdinand von Busch
- 1803–1808 Generalmajor Karl von Esebeck
- 13. September 1825 bis 9. Mai 1844 General der Kavallerie Ludwig von Borstell
- 30. September 1846 bis 6. November 1850 Generalleutnant/General der Kavallerie Friedrich Wilhelm von Brandenburg
- 1850–1891 Großfürst Nikolaus Nikolajewitsch von Russland
- 1892 König Wilhelm II. von Württemberg

## Kommandeure
- 1808 Karl von Massenbach
- 1811 Leopold von Bültzingslöwen
- 1811 Alexander von Treskow
- 1815 Friedrich von Wrangel
- 05. März 1821 Wilhelm Heinrich von Besser
- 29. April 1829 bis 18. Februar 1831 Oberstleutnant Kasimir von Ingersleben (mit der Führung beauftragt)
- 18. Februar 1831 bis 19. März 1834 Oberstleutnant/Oberst Kasimir von Ingersleben
- 30. März 1834 Konrad von Heuduck
- 30. März 1838 Karl von Heister
- 10. Dezember 1844 Philipp von Rapin-Toyras
- 02. März 1848 bis 9. Oktober 1849 Major Karl von Dunker
- 12. Oktober 1849 Ernst Corsep
- 12. Januar 1853 Wilhelm von Tümpling
- 25. Juli 1854 Wilhelm von Bothmer
- 12. März bis 10. Juni 1859 Major Rudolf von Schön (mit der Führung beauftragt)
- 11. Juni 1859 bis 3. April 1866 Major/Oberstleutnant/Oberst Rudolf von Schön
- 05. April 1866 Maximilian (Max) von Bredow
- 10. Dezember 1867 Franz Zimmer
- 12. April 1870 Wilhelm von Arentsschildt
- 01. August 1873 Edwin von Ohlen und Adlerskron
- 11. November 1876 Bogislav von Kleist
- 19. Oktober 1878 Alexander von dem Knesebeck
- 12. März 1881 Gustav von der Gröben
- 06. Dezember 1884 Ernst von Willich
- 14. Juni 1888 Hugo von Kirchbach
- 19. November 1889 Matthias von Matuschka
- 17. Juni 1893 Francesco von Fürstenberg
- 18. August 1897 Friedrich von Busse
- 22. März 1902 Johannes Schmige
- 18. Juli 1903 Max Krieger
- 20. Februar 1909 Sylvius von Posadowsky-Wehner
- 18. Februar 1913 Kurt von Rex
- 07. Februar 1917 W. Hugo von Schmelzing

## Uniform im Jahre 1914
Bis 1912 wurde auch im Felde ein weißer Koller und weiße Stiefelhosen getragen. Offiziere waren mit Epauletten, Unteroffiziere und Mannschaften mit Schulterklappen ausgestattet. Dazu kamen schwarze Kürassierstiefel (sogenannte Kanonenstiefel) und der Kürassierhelm aus poliertem Eisenblech mit Abzeichen aus Tombak. Bei Paraden wurde zusätzlich ein weißmetallener, zweiteiliger Küraß sowie ein weißes Bandelier mit schwarzer Kartusche angelegt. Zum normalen Dienst trugen die Kürassiere einen dunkelblauer Waffenrock. Als Gesellschaftsuniform war dieser bei Offizieren mit Epauletten und Fransen ausgestattet. Dazu gehörte eine weiße Schirmmütze mit rosarotem Besatzstreifen.
Die Abzeichenfarbe auf den schwedischen Aufschlägen, dem Kragen und den Epaulettenfeldern war rosarot, die Knöpfe und Borten goldfarben. Auf den Epaulettenfeldern befand sich die Regimentsnummer.
Mannschaften und Unteroffiziere führten Stahlrohrlanzen mit schwarz-weißen Lanzenflaggen.
Bereits mit A.K.O. vom 14. Februar 1907 befohlen und ab 1909/1910 schrittweise eingeführt, wurde anlässlich des Kaisermanövers 1913 die bunte Uniform erstmals durch die feldgraue Felddienstuniform (M 1910) ersetzt. Diese glich vollkommen der Friedensuniform. Das Lederzeug und die Stiefel waren naturbraun, der Helm wurde durch einen schilffarbig genannten Stoffüberzug bedeckt. Das Bandelier und die Kartusche wurden zu dieser Uniform nicht mehr angelegt.